# Irene Nierhaus
Irene Nierhaus (* 1955) ist eine österreichische Kunsthistorikerin und war bis 2021 Professorin für Kunstwissenschaft und Ästhetische Theorie.

## Leben
Irene Nierhaus studierte Kunstgeschichte und Archäologie in Wien und Rom, lehrte u. a. an der Akademie der bildenden Künste Wien, Universität für angewandte Kunst Wien, Technischen Universität Graz, Gesamthochschule Kassel und an der Universität Trier.
Sie promovierte zur Kunst im öffentlichen Raum der 1950er Jahre im Wiener kommunalen Wohnbau und habilitierte sich zum Thema Architektur und Geschlecht. Sie erhielt ein Stipendium der Wissenschaftsabteilung der Stadt Wien und des Fonds zur Förderung der wissenschaftlichen Forschung (Charlotte-Bühler-Habilitations-Stipendium).
Anschließend war sie wissenschaftliche Assistentin am Institut für Kunstgeschichte der Technischen Universität Graz 1992–1996, wissenschaftliche Mitarbeiterin mehrerer Forschungsprojekte des Fonds zur Förderung wissenschaftlicher Forschung Österreich (FWF), des Wissenschaftsfonds der österreichischen Nationalbank, des Bundesministerium für Wissenschaft und Forschung, der Wissenschaftsabteilung der Stadt Wien, der Wilfried Haslauer Stiftung Salzburg und des Österreichischen Staatsarchivs. 
Nierhaus war von 1991 bis 2001 Vorstandsmitglied der Österreichischen Gesellschaft für Architektur (ÖGFA).
Irene Nierhaus war Gast- und Vertretungsprofessorin an der Universität für Angewandte Kunst, der Gesamthochschule Kassel, sowie der Universität Trier und war bis 2021 Professorin für Kunstwissenschaft und Ästhetische Theorie am Institut für Kunstwissenschaft und Kunstwissenschaft – Filmwissenschaft – Kunstpädagogik der Universität Bremen.
2009 gründete sie gemeinsam mit Kathrin Heinz das Mariann Steegmann Institut Kunst & Gender als Drittmittelforschungsinstitut in Kooperation mit der Universität Bremen. Sie ist Begründerin des Forschungsfeldes „wohnen+/-ausstellen“ und gibt in diesem Zusammenhang die gleichnamige Schriftenreihe mit Kathrin Heinz beim transcript Verlag heraus.
Seit 2021 ist sie Vorstand der Mariann Steegmann Stiftung Deutschland, a. o. Mitglied des Vorstandes des Mariann Steegmann Instituts. Kunst & Gender in Bremen und seit 2023 ist sie Universitätsrätin der Universität Klagenfurt.

## Projekte
Forschungen zur visuellen und räumlichen Kultur insbesondere zu Beziehungen zwischen Kunst, Architektur und bildnerischen Medien des 19. und 20. Jahrhunderts wie der Gegenwart. Wohnen wird als zentrale Kategorie gesellschaftlicher Raumbildung und entsprechendem Prozessgefüge von Bild, Raum und Subjekten untersucht. Der Fokus liegt auf Geschichte, Gesellschaftspolitik und das Konzeptive des Wohnens in verschiedenen Formen und Formaten des Visuellen und der Künste.
Projekte u. a.:
- seit 1984 im Kreis der deutschsprachigen Kunsthistorikerinnentagungen (1986 Mitorganisation der Wiener Tagung, Ministerium für Wissenschaft und Forschung)
- Mediale Bildkultur nach 1945 – Medientheoretische- und historische Forschungen, 1987–89 als Mitglied der interdisziplinären Gruppe ANISS mit M.L. Angerer (Philosophie-Publizistik), J. Schöbel (Kunstgeschichte), A. Smudits (Kunst- und Mediensoziologe)
- Die plastische Tätigkeit Ludwig Wittgensteins, 1989 Forschungsprojekt zu künstlerischen und architektonischen Arbeiten von Ludwig Wittgenstein (Fonds zur Förderung wissenschaftlicher Forschung und Wiener Secession)
- Geschichte der Akademie der bildenden Künste 1938–1945 – kunstpolitische und künstlerische Aspekte, 1989–90 (Ministerium für Wissenschaft und Forschung und Österreichische Hochschülerschaft der Akademie der bildenden Künste in Wien)
- Bürgerliches Wohnen im 19. Jahrhundert als Ort des Weiblichen, 1989–91 (Fonds zur Förderung der wissenschaftlichen Forschung)
- Wandel medialer Körperbilder 1950–1980 Projekt zu Paradigmen und Paradigmenwandel von Körperbildern im fotografischen Medium der Illustriertencovers, 1990–91 (Gruppe ANISS, Fonds zur Förderung der wissenschaftlichen Forschung)
- Kommunaler Wohnungsbau und Tendenzen des Städtebaus 1945 bis 1960 in Wien, 1991–92 (Jubiläumsfonds der Österreichischen Nationalbank)
- Monument. Vom Wandel einer öffentlichen Kunstform. Projektteil „Akademie – Raum – Zeit“ zur Produktion von öffentlichen Raum im 19. und 20. Jahrhundert mittels Denkmälern, 1992–93 (Akademie für bildenden Künste und Ministerium für Wissenschaft und Forschung)
- Raum, Architektur und Geschlecht, 1998 (Wissenschaftsabteilung des Magistrats Wien)
- STUDIO: Zur Zukunft von Architekturstudium und -beruf, 1998, Projektleitung und Kooperation des internationalen Symposiums der österreichischen Gesellschaft für Architektur und der österreichischen Hochschülerschaft mit Teilnehmern aus den Niederlanden, der Schweiz, Tschechien, Deutschland und Österreich.
- Europäische Architekturzeichnungen und ihre Bildkonstruktionen um 1930, 1996–99 (Charlotte Bühler Stipendium, Fonds zur Förderung der wissenschaftlichen Forschung)
- MONUMENT-EVENT-PROZESS. Denkmäler des Holocaust. Themenschwerpunkt 1999 (Österreichischen Gesellschaft für Architektur)
- Stadt – Haus – Stadt. Eine Studie zu Entwürfen von Zentrum und Peripherie, 1999-2000 (Wissenschaftsabteilung der Stadt Wien)
- Stadt-an-Sichten. Analysen zu Blick- und Raumstrukturen des Städtischen in der ersten Hälfte des 20. Jahrhunderts im europäischen Vergleich, 2001–2003 (Jubiläumsfonds der Österreichischen Nationalbank).
- Geschlecht und Raum: Erstellung einer kunstwissenschaftliche Bibliografie zu Geschlechterstrukturen in Raum, Architektur, sowie deren Bildmedien zwischen 1989 und 2003 in der deutschsprachigen, italienischen und französischen Forschungsliteratur; 2003–04 und 2009 (Fachbereich Kulturwissenschaften und Zentrum für feministische Studien der Universität Bremen)
- Universität und Sammlung: Rechercheprojekt zur Lage der kunst- und kulturorientierten Sammlungen an Museen in Deutschland, 2005 (Universität Bremen)
- Urbanografien. Forschungskooperation zu Raum- und Repräsentationspolitiken mit Akademie der bildenden Künste Wien, Mag. Elke Krasny, 2006-2008 (Georg Heinemann Stiftung)
- Landschaftlichkeit: Projekt zu Territorialisierungs- und Naturalisierungsprozesse in Stadt, Wohnen und Körper unter Mitarbeit von Josch Hoenes und Annette Urban (Gerda von Henkel Stiftung und Sparkassenstiftung Bremen)
- 2009–2021 wissenschaftliche Leitung des Forschungsfeldes „wohnen +/- ausstellen“ des Mariann Steegmann Institut Kunst & Gender  gemeinsam mit Kathrin Heinz[6] und Herausgabe der gleichnamigen Schriftenreihe beim transcript Verlag; Schwerpunktforschung.

## Mitgliedschaften
- 1987 bis 1991 Mitglied der interdisziplinären Forschungsgruppe ANISS
- 1991 bis 2001 Vorstandsmitglied der Österreichischen Gesellschaft für Architektur und Redaktionsmitglied der Zeitschrift der Österreichischen Gesellschaft für Architektur UM BAU,
- 1992 bis 1999 Gründungs- und Vorstandsmitglied des Arbeitskreises Frauen und Architektur im Ulmer Verein für Kunst und Kulturwissenschaften
- 1995 bis 1997 Vorstandsmitglied des Österreichischen Kunsthistoriker Verbandes
- 1998 – 1999 Beiratsmitglied der ART + PUBLIC, Wien, Vereinigung zur Vermittlung der Kunst im öffentlichen Raum,
- 2006–2020 Expertin zur Akkreditierung der Studiengänge Architektur, Kunst, Kunstgeschichte, Kunstwissenschaft unter Gender-Aspekten im Netzwerk Frauen und Geschlechterforschung NRW
- 2009 – 2016 Redaktionsmitglied der Zeitschrift „Interiors: Design, Architecture, Culture“ Journal / Kingston University UK
- seit 2012 Beirat FKW / Zeitschrift für Geschlechterforschung und visuelle Kultur.[7]
- seit 2015 Mitglied des Wohnprojektes Gleis 21 / Wien[8]
- seit 2024 Ehrenmitgliedschaft der Österreichischen Gesellschaft für Architektur

## Veröffentlichungen
Monografien und Herausgabe:
- Wohnen: Ästhetische Ordnungen und Politiken des Wohnens. Häusliches und Domestisches in der visuellen Moderne, Hg. Irene Nierhaus und Kathrin Heinz. Bielefeld: transcript Verlag 2023 (Schriftenreihe wohnen +/- ausstellen Bd. 9). ISBN 978-3-8376-6383-9
- WohnSeiten. Visuelle Konstruktionen des Wohnens in Zeitschriften, Hg. Irene Nierhaus, Kathrin Heinz, Rosanna Umbach. Bielefeld: transcript Verlag 2021 (wohnen +/- ausstellen Bd. 8) ISBN 978-3-8376-5404-2
- Unbehaust Wohnen: Konflikthafte Räume. Kunst – Architektur – Visuelle Kultur / Hg. Irene Nierhaus, Kathrin Heinz. Bielefeld, Transcript 2020, (Schriftenreihe wohnen+/-ausstellen, Bd. 7)., ISBN 978-3-8376-5122-5
- Matratze/Matrize: Möblierungen: Möblierung von Subjekt und Gesellschaft, mit Kathrin Heinz, Band 3 der Schriftenreihe wohnen+/-ausstellen, Transcript, Bielefeld 2016, ISBN 978-3-8376-3205-7
- Wohnen Zeigen: Modelle und Akteure des Wohnens in Architektur und visueller Kultur, Band 1 der Schriftenreihe wohnen+/-ausstellen, mit Andreas Nierhaus, Transcript, Bielefeld 2014, ISBN 978-3-8376-2455-7
- Landschaftlichkeit zwischen Kunst, Architektur und Theorie, mit Josch Hoenes und Annette Urban, Reimer, Berlin 2010, ISBN 978-3-496-01427-0
- Urbanografien: Stadtforschung in Kunst, Architektur und Theorie, mit Elke Krasny, Reimer, Berlin 2008, ISBN 978-3-496-01394-5
- Raum + Geschlecht: Kunstwissenschaftliche Online-Bibliografie zu Geschlechterstrukturen in Raum, Architektur, sowie deren Bildmedien zwischen 1989 und 2003 und 2004 bis 2008 in der deutschsprachigen, italienischen und französischen Forschungsliteratur. Mitarbeit M. Hövelmeyer, M. Walkowska, Annette Urban, Josch Hoenes. http://nbn-resolving.de/urn:nbn:de:gbv:46-ep000106134
- Helden. Mythische Kämpferfiguren im 20. Jahrhundert und in der Gegenwart, mit Kathrin Heinz. Themenheft der Halbjahreszeitschrift Frauen Kunst Wissenschaft, Heft 41, Juni 2006, ISSN 0935-6967
- RÄUMEN. Baupläne zwischen Raum, Visualität, Geschlecht und Architektur, mit Felicitas Konecny, Ed. Selene, Wien 2002, ISBN 978-3-85266-178-0
- Arch6: Raum, Geschlecht, Architektur, mit Daniela Hammer-Tugendhat, Sonderzahl, Wien 1999, ISBN 978-3-85449-146-0
- „Kunst-am-Bau“ im Wiener kommunalen Wohnbau der 50er Jahre, Sonderband 10 in der Reihe: Kulturstudien. Bibliothek der Kulturgeschichte. Böhlau, Wien 1993, ISBN 3-205-05567-5
- Margarete Schütte-Lihotzky: Erinnerungen aus dem Widerstand. Das kämpferische Leben einer Architektin von 1938–1945, Promedia, Wien 1994, ISBN 978-3-85371-372-3
- Frauen-Bilder-Männer-Mythen: Kunsthistorische Beiträge, mit Isabella Barta und Daniela Hammer-Tugendhat, Reimer, Berlin 1987, ISBN 978-3-496-00910-8